# Киспикеси
Киспикеси (грч. Σκούταρι, Скутари) је насељено место у општини Сер у периферији Средишња Македонија, Грчка. Према попису из 2021. године било је 1.863 становника.
Према бугарском географу и историчару, Василу Канчову, у Киспикесију је 1900. године живело 270 Словена хришћана. Године 1924. принудно је исељено 34 Словена у Бугарску а на њихово место је насељена 291 грчка избегличка породица, укупно 1.125 особа. На попису из 1928. године Киспикеси је имао 1.466 становника, од чега су Грци били већина.